# Cicernakaberd
Spominski kompleks armenskega genocida (armensko: Հայոց ցեղասպանության զոհերի հուշահամալիր, Hayots tseghaspanutyan zoheri hushahamalir ali Ծիծեռնակաբերդ, Tsitsernakaberd) je uradni spomenik Armenije, namenjen žrtvam armenskega armenskega genocija zgrajen leta 1967 na hribu Cicernakaberd (armensko Ծիծեռնակաբերդ; rusko Цицернакаберд) v Erevanu. Vsako leto 24. aprila, na Dan spomina na armenski genocid, se pri spomeniku zbere na tisoče Armencev, da bi počastili žrtve genocida. Ljudje, ki se zbirajo v Cicernakaberdu polagajo sveže cvetje iz spoštovanja do vseh ljudi, ki so umrli v armenskem genocidu. Skozi leta je spomenik obiskala široka paleta politikov, umetnikov, glasbenikov, športnikov in verskih oseb.
Muzej armenskega genocida-inštitut (Հայոց ցեղասպանության թանգարան-ինստիտուտ Hayots tseghaspanut'yan tangaran-institut) je bil odprt leta 1995.

## Zgodovina
Spomenik stoji na enem od treh hribov ob reki Hrazdan, ki nosijo ime Cicernakaberd (dobesedno 'lastovkina trdnjava') in je bila lokacija nekdanje trdnjave iz železne dobe. Večina nadzemnih sledi na tem vrhu je od takrat izginila, na manjšem griču pa so še vedno sledi gradu. Arheološke raziskave so bile opravljene leta 2007, izkopavanja pa so odkrila zid, dolg več sto metrov in ga je še vedno mogoče videti na mnogih krajih nad zemljo. Sredi trga na robu enega od hribov stoji oltar, izrezan iz kamna, še vedno pa so vidni veliki kamni, ki tehtajo približno dve toni in pokrivajo grobove iz 2. tisočletja pred našim štetjem. V rimskih časih in pozneje so bila po hribih zgrajena stanovanja, v srednjeveških letih nad  drugimi strukturami. V bližini so tudi ostanki zelo velike zgradbe z jamo.

## Zgradba
Zamisel o spomeniku genocida sega v zgodnja 1960-ta, ko je bil leta 1962 Hakob Zarobijan imenovan za prvega sekretarja Komunistične partije Armenije. 16. julija 1964 so zgodovinar Tsatur Aghayan (direktor armenske podružnice Inštituta za marksizem - Leninizem), Hovhannes Injikian (vodja oddelka za orientalske študije Akademije znanosti) in John Kirakosyan (namestnik vodje oddelka za ideologijo Centralnega komiteja stranke) na predsedstvo Komunistične partije poslali zelo zaupno pismo, v katerem so podali vrsto predlogov v počastitev 50. obletnice genocida. V točki 8 je bilo zapisano: »Postaviti spomenik žrtvam armenskega ljudstva v prvi svetovni vojni na podlagi dohodka od prebivalstva. Spomenik mora simbolizirati preporod armenskega ljudstva.« Zarobijan je 13. decembra 1964 poslal Centralnemu komiteju Komunistične partije Sovjetske zveze poročilo, v katerem so bili navedeni razlogi in pomen obletnice in postavitve »spomenika, posvečenega armenskim mučenikom, žrtvovanim v prvi svetovni vojni«. Svet ministrov sovjetske Armenije je 16. marca 1965 sprejel resolucijo o »Postavitvi spomenika posvečenega spominu na žrtve Jegerna iz leta 1915.«
Gradnja spomenika se je začela leta 1966, v sovjetskih časih, kot odgovor na demonstracije v Erevanu iz leta 1965, v katerih je sto tisoč ljudi 24 ur demonstriralo za obeležitev 50. obletnice genocida . Zahtevali so, da sovjetske oblasti uradno priznajo genocid. Spomenik so zasnovali arhitekti Arthur Tarkanyan, Sašur Kalašyan in umetnik Hojhannes Kačatrjan, dokončan pa je bil novembra 1967.

## Oblikovanje
44-metrska stela simbolizira nacionalni preporod Armencev. Dvanajst plošč je nameščenih v krogu, ki predstavljajo dvanajst izgubljenih provinc v današnji Turčiji. V središču kroga, na globini 1,5 metra, gori večni ogenj, namenjen 1,5 milijona ljudi, ubitih med armenskim genocidom.

Ob parku pri spomeniku je 100-metrski zid z imeni mest in vasi, kjer je znano, da so se pokoli in deportacije zgodili. Na zadnji strani spominskega zidu so bile pritrjene plošče v čast ljudem, ki so se zavezali, da bodo rešili stisko preživelih med genocidom in po njem (med drugimi: Johannes Lepsius, avstrijski pisatelj Franz Werfel, nemški voja in zdravnik Armin T. Wegner, ameriški pravnik Henry Morgenthau Sr., norveški raziskovalec Fridtjof Nansen, papež Benedikt XV., Švicar, ki je prebival v orientalski misiji v Urfi in je bil priča armenskemu genocidu Jakob Künzler in norveška misijonarka, znana tudi kot mati Katharine, Bodil Biørn).
V spomin na žrtve genocida je zasajena aleja dreves.

## Muzej armenskega genocida –Institute
Muzej armenskega genocida-inštitut je bil odprt leta 1995 ob 80-letnici genocida. Struktura muzeja, ki so jo načrtovali arhitekti Sašur Kalašian, Ljudmila Mkrtčjan in kipar F. Araqeljan, je sledila edinstvenemu oblikovanju. Od odprtja je muzej obiskalo več deset tisoč obiskovalcev, vključno s šolarji, študenti in ogromno tujih turistov. Republika Armenija je muzej spremenila v del državnega protokola, ki so ga že obiskale številne uradne tuje delegacije. V teh delegacijah so bili papež Janez Pavel II., papež Frančišek, predsednik Ruske federacije Vladimir Putin, predsednik Francije Jacques Chirac in Francois Hollande ter druge znane javne in politične osebnosti. Muzej vsebuje zgodovinske dokumente in je javnosti na voljo za vodene oglede v armenščini, ruščini, angleščini, francoščini in nemščini .
Dvonadstropna stavba je zgrajena neposredno na strani hriba, da ne bi ogrozila pogleda na spomenik genocidu v bližini. Streha muzeja je ravna in prekrita z betonskimi strešniki. Omogoča pogled na  slikovito Araratsko planoto in veličastno goro Ararat. Prvo nadstropje muzeja je podzemno, v njem so upravni, inženirski in tehnično vzdrževalni uradi ter dvorana Komitas, v kateri je 170 sedežev. Tu so tudi shrambe za muzejske artefakte in znanstvene predmete ter knjižnica in čitalnica. Muzejski eksponati so v drugem nadstropju v prostoru, velikem nekaj več kot 1000 kvadratnih metrov. Obstajajo tri glavne notranje razstavne dvorane in zunanja galerija z lastno dvorano. Spomenik genocidu je zasnovan za spomin na žrtve. Naloga muzeja temelji na razumevanju, da je armenski genocid pomemben pri preprečevanju podobnih prihodnjih tragedij in v skladu s tem, da so tisti, ki pozabijo na preteklost, obsojeni, da jo ponavljajo .

## Galerija
- Vrsta spominskih dreves, ki so jih posadili tuji dostojanstveniki
- Spominsko drevo
- Katolikos Karekin II. in nadškof Rowan Williams med spominsko slovesnostjo
- Stolp
- 2009
- Mati vstaja iz pepela, kip (2002)
- Spominska Konica in njena senca
- Moški polaga venec na spomenikl
- Spomenik armenskega genocida
- Sprednji del spomenika z erevanskim TV stolpom v ozadju